# Números complexos p-ádicos
Números complexos p-ádicos, em álgebra, são os conjuntos construídos a partir dos números p-ádicos por processos análogos à construção dos números complexos a partir dos números racionais.
Os números complexos, historicamente, podem ser vistos como tendo sido construídos a partir dos números naturais através de dois processos: resolver equações polinomiais e completar os conjuntos obtidos para que eles não tenham "buracos". Em uma primeira etapa, {\displaystyle \mathbb {Z} \,} é construído a partir de {\displaystyle \mathbb {N} \,} ao se exigir que toda equação da forma a + x = b, com a e b naturais, tenha solução. Na etapa seguinte, {\displaystyle \mathbb {Q} \,} é construído a partir de {\displaystyle \mathbb {Z} \,} ao incluir as soluções das equações a x = b com a e b inteiros. Pode-se agora definir uma noção de distância entre números, e a partir daí define-se o que é uma sequência de Cauchy. Duas sequências de Cauchy são equivalentes quando a diferença entre seus termos converge para zero (esta é, obviamente, uma relação de equivalência). Os números reais são construídos a partir dos números racionais como as classes de equivalência das sequências de Cauchy de números racionais, e não é complicado definir adição, subtração, multiplicação e divisão destas classes de equivalência, de forma que {\displaystyle \mathbb {R} \,} seja um corpo.
A partir de {\displaystyle \mathbb {R} \,}, os matemáticos decidiram que seria interessante que equações como x2 + 1 = 0 também tivessem solução, e isto levou à construção do corpo dos números complexos como os números da forma a + b i, com a e b reais. Um fato surpreendente, denominado como Teorema Fundamental da Álgebra, é que este conjunto dos números complexos tem a propriedade notável de que qualquer equação polinomial com coeficientes complexos tem uma solução complexa. Além disso, a noção de distância nos reais pode ser estendida a uma noção de distância nos complexos, e {\displaystyle \mathbb {C} \,} é completo em relação a esta distância. Ou seja, o processo de resolver equações e completar o conjunto para não deixar buracos termina em {\displaystyle \mathbb {C} \,}.
Já no caso de se usar como distância a métrica p-ádica |.|p, o processo não é tão simples. A partir de {\displaystyle \mathbb {Q} \,}, obtém-se {\displaystyle \mathbb {Q} _{p}\,}, o conjunto dos números p-ádicos, como a completação de {\displaystyle \mathbb {Q} \,}. Este corpo não é algebricamente fechado, ou seja, existem equações polinomiais que não tem raiz, porém para obter seu fecho algébrico {\displaystyle {\bar {\mathbb {Q} }}\,} não basta, como no caso real, incluir uma única raiz, é preciso incluir infinitas raízes de polinômios de grau cada vez maior. Pior: este corpo {\displaystyle {\bar {\mathbb {Q} }}\,} não é completo, ou seja, existem sequências de Cauchy que não convergem.
Aparentemente, o esquema de construção de corpos "obter fecho algébrico" -> "completar as sequências de Cauchy" -> "obter fecho algébrico" -> "completar as sequências de Cauchy" -> ... poderia ter vários passos, ou mesmo um número infinito de passos. Se construirmos este corpo gigantesco {\displaystyle {\bar {\mathbb {Q} }}\,} e fecharmos seus buracos obtendo um corpo ainda maior, {\displaystyle \Omega \,}, será que precisamos aumentar {\displaystyle \Omega \,} ainda mais, para poder resolver equações polinomiais em {\displaystyle \Omega \,}? E depois disso, será preciso continuar o processo, com abstrações cada vez mais distantes da realidade?
Felizmente, por causa do teorema de Krasner, este processo termina aqui: o corpo obtido pela completação do fecho algébrico dos números p-ádicos é algebricamente fechado: este é o conjunto dos números complexos p-ádicos {\displaystyle \mathbb {C} _{p}\,}.